# Kinross (Stany Zjednoczone)
Kinross – miasto w Stanach Zjednoczonych, w stanie Iowa, w hrabstwie Keokuk. Zgodnie ze spisem statystycznym z 2000 roku miasto liczyło 80 mieszkańców.